# Gorham (hrabstwo Ontario)
Gorham – jednostka osadnicza w Stanach Zjednoczonych, w stanie Nowy Jork, w hrabstwie Ontario.